# Coiffy-le-Haut
Coiffy-le-Haut ist eine französische Gemeinde mit 105 Einwohnern (Stand 1. Januar 2022) im Département Haute-Marne in der Region Grand Est; sie gehört zum Arrondissement Langres. Die Bewohner werden Cofféens und Cofféennes genannt.

## Geografie
Coiffy-le-Haut liegt rund 47 Kilometer südöstlich der Stadt Chaumont im Südosten des Départements Haute-Marne.

## Geschichte
Die Mechanisierung der Landwirtschaft führte zu einer starken Abwanderung im späten 19. Jahrhundert und im 20. Jahrhundert. Coiffy-le-Haut war historisch Teil der Bailliage de Langres innerhalb der Provinz Champagne. Der Ort gehörte von 1793 bis 1801 zum District Bourbonne. Zudem von 1793 bis 1801 zum Kanton Coiffy la Ville und seit 1801 zum Kanton Bourbonne-les-Bains.

## Bevölkerungsentwicklung
| Jahr                       | 1962 | 1968 | 1975 | 1982 | 1990 | 1999 | 2006 | 2012 | 2019 |
| Einwohner                  | 190  | 193  | 160  | 151  | 144  | 132  | 121  | 120  | 111  |
| Quellen: Cassini und INSEE |      |      |      |      |      |      |      |      |      |

## Sehenswürdigkeiten
- Dorfkirche Notre-Dame-de-la-Nativité aus dem Jahr 1420 (Glockenturm 1762; Kirchenschiff 1855)[1]